# Sphaerodactylus docimus
Sphaerodactylus docimus — вид геконоподібних ящірок родини Sphaerodactylidae. Ендемік Куби.

## Поширення і екологія
Sphaerodactylus docimus мешкають на південному заході Куби, в провінції Гранма, зокрема на мисі Крус. Вони живуть в прибережних ксерофітних чагарникових заростях, на висоті до 100 м над рівнем моря.

## Збереження
МСОП класифікує цей вид як такий, що перебуває під загрозою зникнення. Sphaerodactylus docimus загрожує знищення природного середовища. 